# Luxx Noir London
Luxx Noir London (nacida el 5 de septiembre de 1999) es una artista drag, cantante y compositora estadounidense conocida por competir en la decimoquinta temporada de RuPaul's Drag Race.

## Primeros años y educación
Luxx Noir London fue criada en East Orange, Nueva Jersey. Estudió en la Cicely Tyson School of Performing and Fine Arts y se licenció en teatro musical en la Universidad de la Ciudad de Nueva Jersey. Sus padres siempre la han apoyado, inculcándole valores de amor propio y confianza en sí misma.

## Carrera
Luxx Noir London tuvo su primer contacto con el drag al ver RuPaul's Drag Race, y empezó a hacer drag en 2018. En un principio pensó en "Kitty Noir" y "Luxury Noir", antes de elegir "Luxx Noir London" como nombre drag. Ha actuado en Asbury Park, Nueva Jersey, y en el festival anual Bushwig de Nueva York. Luxx Noir London lanzó su sencillo de debut "Round and Around" el 9 de abril de 2021. Según declaró a Cosmopolitan, escribió la canción "probablemente [en] 30 minutos durante la cuarentena".

### RuPaul's Drag Race

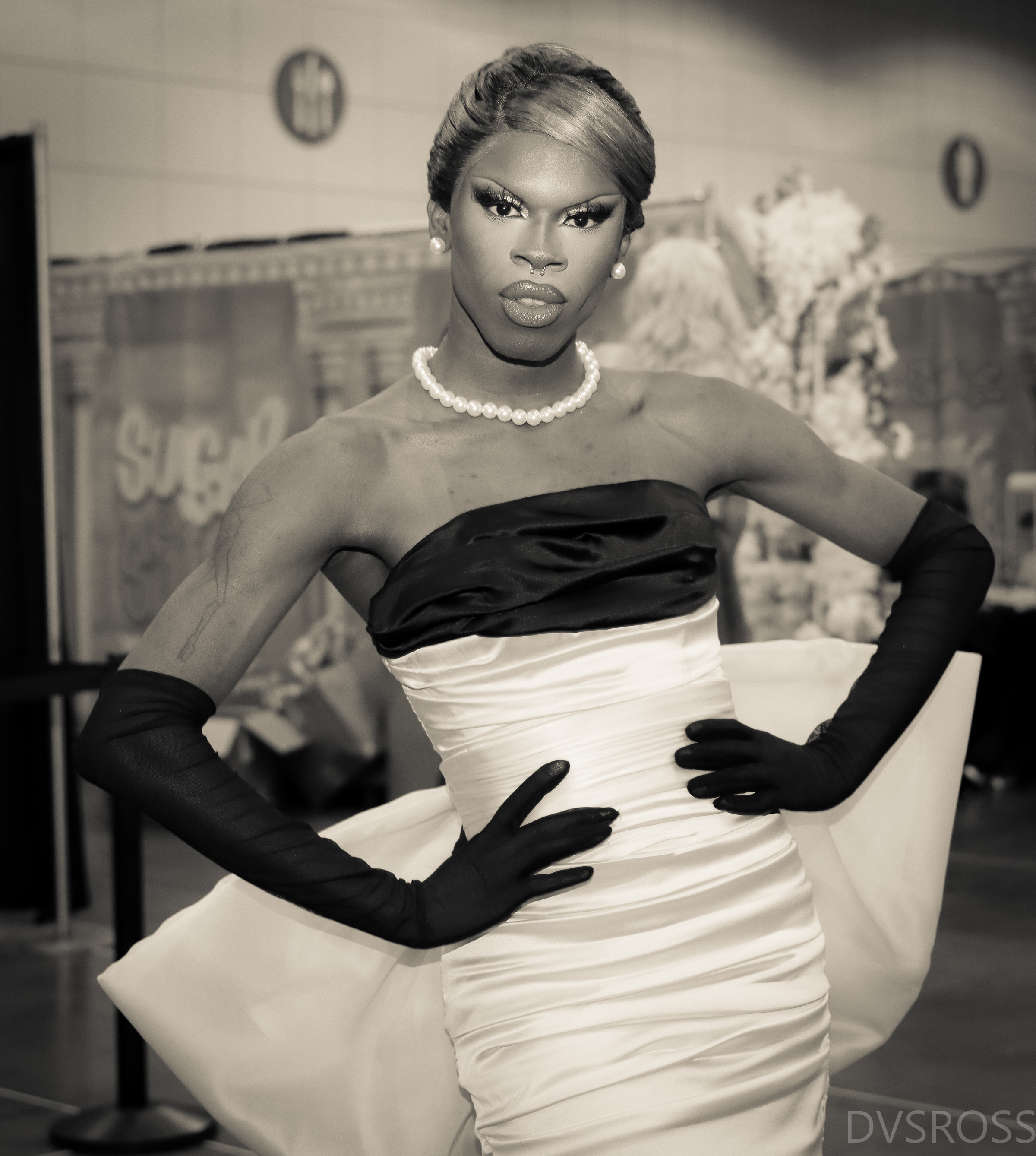
Luxx Noir London en la RuPaul's DragCon LA en 2023

Luxx Noir London compitió en la decimoquinta temporada de RuPaul's Drag Race (2023). Fue declarada ganadora en los episodios quinto y undécimo, y colocada en los dos últimos lugares en el decimotercer episodio junto a Loosey LaDuca. Interpretó a Amanda Lepore durante el Snatch Game.
En el 200th episodio de la serie, Luxx Noir London recibió los elogios de RuPaul por un look de pasarela que rendía homenaje a la presentadora. Luxx Noir London fue finalista con Anetra, Mistress Isabelle Brooks y Sasha Colby. Las cuatro aparecieron en una remezcla de la canción de RuPaul "Blame It on the Edit" (2023), que también recibió un vídeo musical. En la final, interpretó una canción original "It's Giving Fashion". Luxx Noir London terminó en tercer/cuarto lugar, junto a Mistress Isabelle Brooks.
Luxx Noir London y su compañera del concurso Jax fueron los ponentes invitados del curso del historiador del drag y autor Joe E. Jeffreys en The New School sobre el impacto de RuPaul's Drag Race.

## Vida personal
En enero de 2023, Luxx Noir London tenía aproximadamente 340.000, 100.000 y 80.000 seguidores en Instagram, TikTok y Twitter, respectivamente. Ha sido blanco de misogynoir de los aficionados de Drag Race, debido a su carácter seguro y franco como drag queen femenina negra.

## Discografía

### Obras ampliadas
| Títulos          | Detalles                                                                                            | Ref.   |
| ---------------- | --------------------------------------------------------------------------------------------------- | ------ |
| Pretty Privilege | - Estreno: 9 de julio de 2021 - Descripción: Haus of Luxx - Formato: Descarga de música, streaming  | [ 22 ] |
| Killer           | - Estreno: 21 de octubre de 2022 - Descripción: Haus of Luxx - Formato: Descarga digital, streaming | [ 23 ] |

### Sencillos
| Título              | Año  | Álbum            |
| ------------------- | ---- | ---------------- |
| "Round and Around"  | 2021 | Pretty Privilege |
| "Keep Up Next Time" | 2021 | Pretty Privilege |
| "The End"           | 2021 | —                |

### Como artista invitada
| Title | Year | Álbum                        | Ref.   |
| --- | ---- | ---------------------------- | ------ |
| "One Night Only" (con el elenco de RuPaul's Drag Race, temporada 15)                                          | 2023 | —                            | [ 24 ] |
| "Golden Girlfriends (Banjo Bitches)" (con Marcia Marcia Marcia, Mistress Isabelle Brooks, y Salina EsTitties) | 2023 | —                            | [ 25 ] |
| "Wigloose: The Rusical!" (con el elenco de RuPaul's Drag Race, temporada 15)                                  | 2023 | Wigloose: The Rusical! Album | [ 26 ] |
| "Blame It on the Edit" (RuPaul ft. Anetra, Mistress Isabelle Brooks, y Sasha Colby)                           | 2023 | —                            | [ 27 ] |
| "It's Giving Fashion"                                                                                         | 2023 | —                            |        |

## Filmografía

### Televisión
| Año  | Título                            | Papel                  | Notas               | Ref.   |
| ---- | --------------------------------- | ---------------------- | ------------------- | ------ |
| 2023 | RuPaul's Drag Race (temporada 15) | Ella msima/Concursante | Tercer/cuarto lugar | [ 28 ] |
| 2023 | RuPaul's Drag Race: Untucked      | Ella msima/Concursante | Tercer/cuarto lugar | [ 28 ] |

### Series web
| Año  | Título                    | Papel      | Notas                                               | Ref.          |
| ---- | ------------------------- | ---------- | --------------------------------------------------- | ------------- |
| 2021 | Cosmo Queens              | Ella misma | Invitada                                            | [ 8 ]         |
| 2023 | Meet the Queens           | Herself    | Especial autónomo RuPaul's Drag Race (temporada 15) | [ 29 ]        |
| 2023 | EW News Flash             | Ella misma | Invitada                                            | [ 30 ] [ 31 ] |
| 2023 | Pride Today               | Ella misma | Invitada                                            | [ 32 ]        |
| 2023 | BuzzFeed Celeb            | Ella misma | Invitada                                            | [ 33 ]        |
| 2023 | MTV News                  | Ella misma | Invitada                                            | [ 34 ]        |
| 2023 | Today with Hoda and Jenna | Ella misma | Invitada                                            | [ 35 ]        |
| 2023 | Drip or Drop              | Ella misma | Invitada                                            | [ 36 ]        |
| 2023 | Whatcha Packin’           | Ella misma | Invitada                                            | [ 37 ]        |

### Vídeos musicales
- "Blame It on the Edit" (2023), de RuPaul[38]